# Корман Исмаилов
Корман Якубов Исмаилов е български политик и народен представител в XLIII народно събрание.
До април 2011 г. е бил член на ДПС, но тогава е изключен заради подкрепата му за също така изключения Касим Дал.

## Биография
Завършва гимназия в столицата. След отбиването на военната си служба се дипломира със степен бакалавър по икономика в университета в Кония, Турция. След дипломирането си през 1997 година за кратко работи като зам. редактор във вестник „Права и Свободи“ – издание на ЦС на ДПС. В периода 1998 – 2001 година е банков служител в „Зираат Банкасъ“ клон София, след което регистрира бизнес консултантска компания. През 2004 година завършва „Регионалното училище за политика“ към Асоциация „Българско училище за политика“. Завършва и „Стопанско управление“ в град Кония, Турция. През 2006 година е избран за председател на младежката организация на ДПС, като остава на този пост до 2009 година. Тогава е избран за депутат в XLI народно събрание от листата на ДПС в Добрич. Бил е и член на Централното оперативно бюро (ЦОБ) на ДПС.
На 12 април 2011 година лидерът на ДПС Ахмед Доган дава една седмица срок на Исмаилов да изясни позицията си дали подкрепя ДПС или Касим Дал. Причината е участието на Исмаилов в среща на Касим Дал със симпантизанти в Търговище. Една седмица по-късно, преди изключването му от партията, Исмаилов обвинява лидера на ДПС Ахмед Доган, че нарушава устава и програмата и уронва престижа на партията и не изпълнява задълженията си като народен представител.
В края на май 2011 по време на публичен дебат с лидера на партия „Атака“, Волен Сидеров, влизат в конфликт в предаването „Неделя 150“ по БНР Хоризонт, при който се налага водещият и редакторът на предаването да разтървават политиците. Причина за случая е спречкването станалото два дни по-рано пред столичната Баня Баши джамия между хора от „Атака“ и молещи се пред джамията.
На 1 декември 2012 Корман Исмаилов заедно с Касим Дал учредяват Народна партия „Свобода и Достойнство“.